# West Indies Cricket Team in England in der Saison 1957
Die Tour des West Indies Cricket Teams nach England in der Saison 1957 fand vom 30. Mai bis zum 24. August 1957. Die internationale Cricket-Tour war Bestandteil der Internationalen Cricket-Saison 1957 und umfasste fünf Tests. England gewann die Serie 3–0.

## Vorgeschichte
Für beide Mannschaften war es die erste Tour der Saison.
Das letzte Aufeinandertreffen der beiden Mannschaften bei einer Tour fand in der Saison 1953/54 in den West Indies statt.

## Stadien
Die folgenden Stadien wurden für die Tour als Austragungsort vorgesehen.
| Stadion                  | Stadt      | Kapazität | Spiele  |
| ------------------------ | ---------- | --------- | ------- |
| Edgbaston Cricket Ground | Birmingham | 24.803    | 1. Test |
| Headingley Stadium       | Leeds      | 17.000    | 4. Test |
| The Oval                 | London     | 23.500    | 5. Test |
| Lord’s Cricket Ground    | London     | 30.000    | 2. Test |
| Trent Bridge             | Nottingham | 15.350    | 3. Test |

## Kaderlisten
Die Mannschaften benannten die folgenden Kader.
| Test | Test |
| England | West Indies |
| --- | --- |
| - Peter May (K) - Trevor Bailey - Brian Close - Colin Cowdrey - Godfrey Evans (wk) - Tom Graveney - Doug Insole - Jim Laker - Peter Loader - Tony Lock - Dick Richardson - Peter Richardson - David Sheppard - Don Smith - Brian Statham - Fred Trueman - Johnny Wardle | - John Goddard (K) - Garry Alexander (wk) - Nyron Asgarali - Denis Atkinson - Tom Dewdney - Roy Gilchrist - Rohan Kanhai (wk) - Bruce Pairaudeau - Sonny Ramadhin - Callie Smith - Garry Sobers - Alf Valentine - Clyde Walcott - Everton Weekes - Frank Worrell |

## Tests

### Erster Test in Birmingham
| 30. Mai – 4. Juni Scorecard | Birmingham | England 186 (79.4) & 583-4d (258) | – | West Indies 474 (191.4) & 72-7 (60) |
|                             |            | Remis                             |   |                                     |

England gewann den Münzwurf und entschied sich als Schlagmannschaft zu beginnen.

### Zweiter Test in London
| 20. – 22. Juni Scorecard | London (Lord’s) | West Indies 127 (51.3) & 261 (96.1)           | – | England 424 (123.3) |
|                          |                 | England gewinnt mit einem Innings und 36 Runs |   |                     |

Die West Indies gewannen den Münzwurf und entschieden sich als Schlagmannschaft zu beginnen.

### Dritter Test in Nottingham
| 4. – 9. Juli Scorecard | Nottingham | England 619-6d (212) & 64-1 (17) | – | West Indies 372 (160.4) & 367 (148.2) |
|                        |            | Remis                            |   |                                       |

England gewann den Münzwurf und entschied sich als Schlagmannschaft zu beginnen.

### Vierter Test in Leeds
| 25. – 27. Juli Scorecard | Leeds | West Indies 142 (85.3) & 132 (36.2)          | – | England 279 (124.2) |
|                          |       | England gewinnt mit einem Innings und 5 Runs |   |                     |

Die West Indies gewannen den Münzwurf und entschieden sich als Schlagmannschaft zu beginnen.

### Fünfter Test in London
| 22. – 24. August Scorecard | London (Oval) | England 412 (176.3)                            | – | West Indies 89 (56.4) & 86 (41) (f/o) |
|                            |               | England gewinnt mit einem Innings und 237 Runs |   |                                       |

England gewann den Münzwurf und entschied sich als Schlagmannschaft zu beginnen.